# Jaan Kaplinski
Jaan Kaplinski (nascido em 22 de janeiro de 1941, Tartu) foi um poeta da Estônia, filósofo e crítico de cultura. Kaplinski é conhecido por sua mente independente, focada em emissão global e suporte às ideias esquerdistas/liberais. Ele foi influenciado por escolas filosóficas orientais (taoísmo e especialmente budismo). Reconhecido como o escritor estoniano mais famoso e traduzido da atualidade, suas obras foram traduzidas para vários idiomas.

## Biografia
Seu pai, um linguista polonês, foi preso pela NKVD e morreu em 1943 em um campo de Gulag; sua mãeera uma filóloga estoniana francófona. Ele estudou linguística e francês na Universidade de Tartu e se interessou por filosofia, antropologia, ecologia e religiões tradicionais. Trabalhou no Centro de Computação e no Laboratório de Sociologia da Universidade de Tartu, no Jardim Botânico de Tallinn, como chefe do departamento de literatura do Teatro Ugala em Viljandi e no Departamento de Literatura Estrangeira da Universidade de Tartu. Posteriormente, tornou-se escritor freelancer.
As primeiras publicações de Jaan Kaplinski foram coleções de poemas que apareceram na década de 1960, um período de renascimento na literatura estoniana.
Após explorar múltiplos caminhos, oscilando entre versos rimados regulares, versos livres profusos ou lacônicos e versos longos de vários versos, sua poesia se estabilizou a partir de 1985 na forma de poemas em versos livres sem rima, que transmitem uma voz poética simples e serena, deixando a pesquisa formal em segundo plano para se concentrar na transmissão mais direta possível da experiência vivida e de uma reflexão sobre a existência. Sua poesia meditativa, influenciada pela sabedoria oriental, inspira-se na vida cotidiana e atribui um lugar importante à natureza, que, para ele, de uma perspectiva budista, era um caminho para a aceitação da realidade e a compreensão da unidade do ser.
Kaplinski começou a publicar ensaios filosóficos em paralelo à poesia, uma peça de teatro Neljakuningapäev (O Dia dos Quatro Reis, 1977), e começou a escrever prosa bem tarde na década de 1980, com um poema em prosa, Läbi metsa (Na Floresta) e, em seguida, escritos autobiográficos, Kust tuli öö (De onde veio a noite, 1990). Ele também publicou histórias para crianças e fez várias traduções para o estoniano, do francês (Alain-Fournier, André Gide), do espanhol (Carlos Fuentes), do alemão (Nelly Sachs), do polonês (Stanisław Lem), do sueco (Tomas Tranströmer) e do chinês (Lao Zi). A partir de 1983, dirigiu o Tartu Art Translation Workshop. Em 1991, escreveu, em inglês, I am the spring in Tartu.
Na Estônia, Kaplinski também era conhecido como um dos autores e iniciadores da “Carta dos 40 intelectuais” – uma carta pública assinada por intelectuais estonianos conhecidos em 1980, protestando contra o comportamento das autoridades soviéticas na então ocupada Estônia. Com a independência da Estônia (1991), começou a se dedicar à atividade política, sendo eleito deputado (1992-1995) ao Parlamento estoniano. Embora tenha sido eleito pela lista do Partido de Centro, logo deixou o partido e tornou-se um deputado independente. Em 2004, filiou-se ao Partido Social-Democrata da Estônia e no ano seguinte foi o segundo candidato eleito membro do Conselho Municipal de Tartu pela lista do partido.
Seus numerosos ensaios políticos e filosóficos, publicados a partir da década de 1990, o consolidaram como um intelectual de destaque, um dos pensadores europeus mais originais da época, mesmo que a localização periférica da Estônia o tenha impedido de ser plenamente reconhecido além dos países bálticos, da Finlândia e da Escandinávia. Crítico incansável da sociedade ocidental, de seu pensamento dicotômico e de seu desejo de dominar a natureza, ele os opõe a uma visão holística da vida e do universo, a um pensamento ecológico atento a todo o mundo vivo e às condições de sua preservação, ou mesmo à busca de uma autenticidade primordial inscrita nas estruturas profundas das línguas fino-úgricas.
No final da década de 1990, Kaplinski também publicou histórias de ficção científica: Silm (O Olho), depois Hektor em 2000, que lhe valeu o Prêmio Literário da Fundação Cultural Estoniana. Em 2007, ele publicou um romance parcialmente autobiográfico, Seesama jõgi (O Mesmo Rio).
Muitos de seus poemas deram letras a diversas canções estonianas, tanto no cenário pop local quanto na música clássica – Veljo Tormis compôs as primeiras obras para os poemas de Kaplinski em 1966. Com o tempo, também escreveu poemas em inglês, finlandês e russo, bem como na língua regional do sul da Estônia, Võro-Seto. Sua primeira coletânea original de poemas em russo, "Белые бабочки ночи" (Borboletas Brancas da Noite), publicada em 2014, recebeu o "Prêmio Russo" em Moscou, concedido pelo concurso que celebra as melhores obras escritas em russo por autores estrangeiros. Foi indicado ao Nobel de Literatura em 2016.
Ele morreu em 8 de agosto de 2021, em Tartu, devido à doença de Charcot.
Kaplinski foi casado duas vezes e deixou a esposa, a escitora Tiia Toomet, três filhos e uma filha do segundo casamento, uma filha do primeiro casamento e outro filho de um relacionamento de longa data.
Em sua homenagem, um asteroide foi nomeado 29528 Kaplinski.

## Obras

### Poesia
- Jäljed allikal (1954)
- Valge joon Võrumaa kohale (1972)
- Ma vaatasin päíkese aknasse (1976)
- Uute kivide kasvamine (1977)
- Raske on kergeks saada (1982)
- Õhtu toob tagasi kõik (1985)
- Mitu suve ja kevadet (1995)
- Jää ja Titanic (1995)
- Le désir de la poussière (2002, antologia)
- Sõnad sõnatusse (2005)
- Vaikus saab värvideks (2006)
- Teiselpool järve (2008)
- Taivahe heidet tsirk (2012)
- Mõtsa ja tagasi (2014)

### Prosa
- Kust tuli öö. Proosat (1990)
- Silm. Hektor (2000)
- Isale (2003)
- Seesama jõgi (2007)
- Lahkujad (2009)
- Teispool sinist taevast (2009)
- Jutte (2014)

### Ensaios e outros
- Neljakuningapäev (1977)
- Jalgrataste talveuni. Pildid joonistanud Jaan Tammsaar (1987)
- Tükk elatud elu. Tekste aastaist 1986-1989 (1991)
- I am the spring in Tartu (1991)
- Poliitika ja antipoliitika (1992)
- Teekond Ayia Triadasse (1993)
- Tundeline teekond Ameerikasse (1993)
- Jää ja Titanic (1995)
- See ja teine (1996)

- Võimaluste võimalikkus (1997)
- Usk on uskumatus (1998)
- Kevad kahel rannikul ehk tundeline teekond Ameerikasse (2000)
- Kajakas võltsmunal (2000)
- Ööd valged ja mustad. Kirjavahetus aastast 2001 (2003)
- Kõik on ime (2004)
- Kaks päikest. Teistmoodi muinaslood (2005)
- Paralleele ja parallelisme (2009)
- Jää… (2009)
- Santorini. Teekond Ayia Triadasse (2011)
- Neljakuningapäev (2015)

## Distinções
- 1968, Prêmio de Poesia Juhan Liiv, pelo poema Tolmust ja värvidest[8]
- 1985, Prêmio Juhan Smuul de Literatura (Prêmio Anual de Poesia), por Tule tagasi helmemänd[9]
- 1992, Prêmio Eino Leino[10]
- 1997, Grande Prêmio de Literatura da Assembleia do Báltico[11]
- 1997, Prêmio Anual do Fundo Cultural Estoniano, pelas coleções de ensaios, See ja teine e Võimaluste võimalikkus[12]
- 1999, Prêmio de Prosa do Fundo Cultural Estoniano, por Silm
- 2000, Prêmio Anual do Fundo Cultural Estoniano, pela coleção de poesia Kirjutatud, os romances Silm e Hektor e a coleção de ensaios, Kevad kahel rannikul ehk tundeline teekond Ameerikasse[12]
- 2003, Prémio Estrangeiro Max-Jacob, pela sua primeira coleção de poemas traduzidos para o francês, Le désir de la poussière[5]
- 2005, Prêmio Literário Virumaa, por Isale[13]
- 2009, Prêmio de Ensaio do Fundo Cultural Estoniano, por Paralleele ja parallelisme[14]
- 2010, Prêmio pelo conjunto da obra da Fundação Nacional da Cultura da Estônia[15]
- 2012, Prêmio de Poesia Juhan Liiv, por Nelikümmend aastat tagasi[16]
- 2015, Prêmio Russo, por Белые бабочки ночи = Бѣлыя бабочки ночи[17]
- 2016, Prêmio Europeu de Literatura[18]
- 2016, Prêmio Nacional Estoniano pela Cultura de Conquista ao Longo da Vida[19]
- 2018, Prêmio Andrei Bely, por Улыбка Вегенера[20]
- 2020, Prêmio de Literatura Bernard Kangro, por Piirpääsukese Euroopa[21]
- 2021, Prêmio de Ensaio do Fundo Cultural Estoniano, por Eesti, estoranto ja teised keeled[22]